# Фарина, Симоне
Симоне Фарина (итал. Simone Farina; 18 апреля 1982, Рим) — итальянский футболист, защитник. Проведший всю карьеру в низших дивизионах футболист стал известен после отказа от участия в договорном матче и заявления об этом в полицию.

## Карьера
Несмотря на то, что в детстве Фарина болел за «Лацио», его первым клубом стала «Рома». В сезоне 2000/01 Симоне играл за неё в первенстве резервных команд, а в следующем был арендован «Катанией». С ним сицилийцы пробились в Серию B, однако заслуги в этом сыгравшего всего 2 матча Фарины минимальны. За 2 дня до окончания календарного сезона Симоне вернулся в Серию C1 на постоянной основе: «Рома» обменяла его в «Читтаделлу» на Алессандро Стурбу, оставив за собой 50 % прав на игрока, выраженных в номинальных 1,2 миллиона евро. За 2 сезона защитник провёл в первенстве 17 матчей, после чего покинул клуб. «Рома» отказалась от своих прав на игрока, и в том же 2004 году началось расследование махинаций клуба с финансовой отчётностью. Выяснилось, что клуб завышал прибыль, сохраняя часть прав на покинувших его молодых игроков по сильно завышенной номинальной стоимости.
Фарина продолжил падение в иерархии итальянских дивизионов, сумев найти клуб только Серии C2, «Гуальдо». Боровшаяся за выживание команда стала для Симоне первой, где он играл на постоянной основе. В сезоне 2004/05 она смогла спастись в плей-офф за сохранение места в дивизионе, но после следующего была расформирована. Фарина попал в состав другого обитателя низов C2, «Челано». По завершении дебютного сезона за этот клуб Симоне перешёл в ещё один коллектив того же дивизиона, «Губбио». С ним защитник сумел совершить рейд из C2 в серию B, и лишь в последней он появляется на поле нерегулярно.

## Известность
Летом 2011 года итальянская полиция раскрыла преступную сеть, включавшую действующих и бывших футболистов, занимавшихся организацией договорных матчей для последующих ставок на них в букмекерских конторах. В ноябре «Губбио» прошёл два раунда Кубка Италии, выйдя на «Чезену» в 1/16 финала. Защитник «Равенны» Алессандро Дзамперини, партнёр Фарины по молодёжному составу «Ромы», предложил старому знакомому 200 тысяч евро за 3 пропущенных в кубковом матче гола. Фарина отказался и заявил о попытке подкупа в полицию. «Губбио» (без Симоне в заявке) всё равно проиграл 0:3. Благодаря доносу Фарины в декабре прошла новая волна арестов лиц, связанных с договорными матчами и букмекерами.
В итальянских реалиях донос на разветвлённую мафиозную структуру является крайне опасным делом, а потому поступок Фарины вызвал восхищение в футбольном мире. Главный тренер итальянской сборной Чезаре Пранделли поблагодарил Симоне за смелость и пригласил его на сбор. На вручении Золотого мяча ФИФА 2011 Йозеф Блаттер пригласил защитника на сцену и привёл его в пример другим футболистам. В январе 2012 года Фарина получил приз Fair Play серии B, а в феврале открыл Турнир Вияреджо.